# William Adelin
William Adelin (Winchester, 5 augustus 1103 – voor de kust van Barfleur, 25 november 1120) was de enige wettige zoon van Hendrik I van Engeland en Mathilde van Schotland. Conform een verdrag dat eind februari 1113 bij Alençon werd gesloten tussen Engeland en Anjou, trouwde hij in juni 1119 te Lisieux met Mathilde (ook: Alice, Isabella) van Anjou (Anjou, 1110/1111 – Abdij van Fontevraud, 31 mei 1155), een dochter van graaf Fulco V. In 1120 werd hij, in naam van zijn vader, als William III hertog van Normandië.
William Adelin verdronk op 25 november 1120 in het Kanaal toen hij bij de schipbreuk van het Witte Schip een vergeefse poging deed om zijn halfzus Mathilde FitzEdith te redden. Zijn vrouw Mathilde, die op een ander schip voer, overleefde de ramp. Zij werd non in Fontevraud en was van 1149 tot aan haar dood in 1155 abdis van de abdij. Koning Hendrik I verloor door dit ongeval zijn enige wettige mannelijke erfgenaam.

## Voorouders
| William Adelin (1103-1120) | Vader: Hendrik I van Engeland (1068-1135)  | Grootvader: Willem de Veroveraar (1028-1087)      | Overgrootvader: Robert de Duivel (1000/1010-1035)      |
| William Adelin (1103-1120) | Vader: Hendrik I van Engeland (1068-1135)  | Grootvader: Willem de Veroveraar (1028-1087)      | Overgrootmoeder: Herleva (1015-1050)                   |
| William Adelin (1103-1120) | Vader: Hendrik I van Engeland (1068-1135)  | Grootmoeder: Mathilde van Vlaanderen (1031-1083)  | Overgrootvader: Boudewijn V van Vlaanderen (1013-1067) |
| William Adelin (1103-1120) | Vader: Hendrik I van Engeland (1068-1135)  | Grootmoeder: Mathilde van Vlaanderen (1031-1083)  | Overgrootmoeder: Adela van Mesen (1009/1014-1079)      |
| William Adelin (1103-1120) | Moeder: Mathilde van Schotland (1079-1118) | Grootvader: Malcolm III van Schotland (1031-1093) | Overgrootvader: Duncan I (1001-1040)                   |
| William Adelin (1103-1120) | Moeder: Mathilde van Schotland (1079-1118) | Grootvader: Malcolm III van Schotland (1031-1093) | Overgrootmoeder: Suthen                                |
| William Adelin (1103-1120) | Moeder: Mathilde van Schotland (1079-1118) | Grootmoeder: Margaretha van Schotland (1045-1093) | Overgrootvader: Eduard Ætheling (1016-1057)            |
| William Adelin (1103-1120) | Moeder: Mathilde van Schotland (1079-1118) | Grootmoeder: Margaretha van Schotland (1045-1093) | Overgrootmoeder: Agatha                                |